# George Halsey Perley

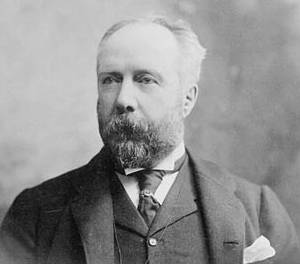
George Halsey Perley

Rt. Hon. Sir George Halsey Perley, GCMG, PC (* 12. September 1857 in Lebanon, New Hampshire, Vereinigte Staaten; † 4. Januar 1938 in Ottawa, Ontario) war ein kanadischer Politiker der Konservativen Partei Kanadas, der unter anderem zwischen 1904 und 1917 und erneut von 1925 bis zu seinem Tode 1938 Mitglied des Unterhauses sowie im neunten, 13.  und 15. kanadischen Kabinett mehrmals Minister war. Darüber hinaus fungierte er zwischen 1914 und 1922 als Hochkommissar im Vereinigten Königreich.

## Leben
George Halsey Perley, Sohn des Unternehmers und Politikers William Goodhue Perley, der zwischen 1887 und seinem Tode 1890 ebenfalls Mitglied des Unterhauses war, und dessen Ehefrau Mabel E. Ticknor Stevens begann nach dem Besuch der Ottawa Grammar School und der St. Paul’s School in New Hampshire ein Studium an der Harvard University, welches er 1878 mit einem Bachelor of Arts (B.A.) beendete. Danach war er wie sein Vater als Unternehmer in der Holzwirtschaft tätig.
Bei der Unterhauswahl am 7. November 1900 kandidierte Perley für die Konservative Partei Kanadas im Wahlkreis „Russell“ für ein Mandat im Unterhaus, verpasste aber mit 2523 Stimmen das Mandat. Nach dem Tode des bisherigen Unterhausabgeordneten Thomas Christie am 5. August 1902 kandidierte er bei der dadurch notwendigen Nachwahl am 3. Dezember 1902 im Wahlkreis „Argenteuil“ und erhielt 1070 Stimmen, unterlag allerdings Christies Sohn Thomas Christie, Jr. von der Liberalen Partei Kanadas, der mit 1261 zum neuen Abgeordneten gewählt wurde. Bei der darauf folgenden Wahl am 3. November 1904 wurde Perley mit 1516 Stimmen im Wahlkreis „Argenteuil“ wieder zum Unterhausmitglied und besiegte dabei den bisherigen Wahlkreisinhaber Thomas Christie, Jr., der 1340 Stimmen bekam. Bei den nächsten Unterhauswahlen am 26. Oktober 1908 wurde er mit 1587 Stimmen und am 21. September 1911 mit 1824 Stimmen im Wahlkreis „Argenteuil“ erneut zum Abgeordneten ins Unterhaus gewählt und gehörte diesem bis zum 16. Dezember 1917 an. Während seiner Parlamentszugehörigkeit war er unter anderem Mitglied der Ständige Ausschüsse für verschiedene private Gesetzesinitiativen, für den offiziellen Debattenbericht,  für Banken und Handel, für Wälder, Wasserstraßen und Wasserkraft, für Banken und Handel sowie für Eisenbahnen, Kanäle und Telegrafenlinien und fungierte zudem während der zehnten Legislaturperiode (1904 bis 1908) als Co-Vorsitzender des Gemeinsamen Sonderausschusses des Parlaments zur Bekämpfung der Tuberkulose in Kanada. Darüber hinaus war er zwischen 1910 und 1911 Parlamentarischer Geschäftsführer (Whip) der Fraktion der Konservativen Partei im Unterhaus.

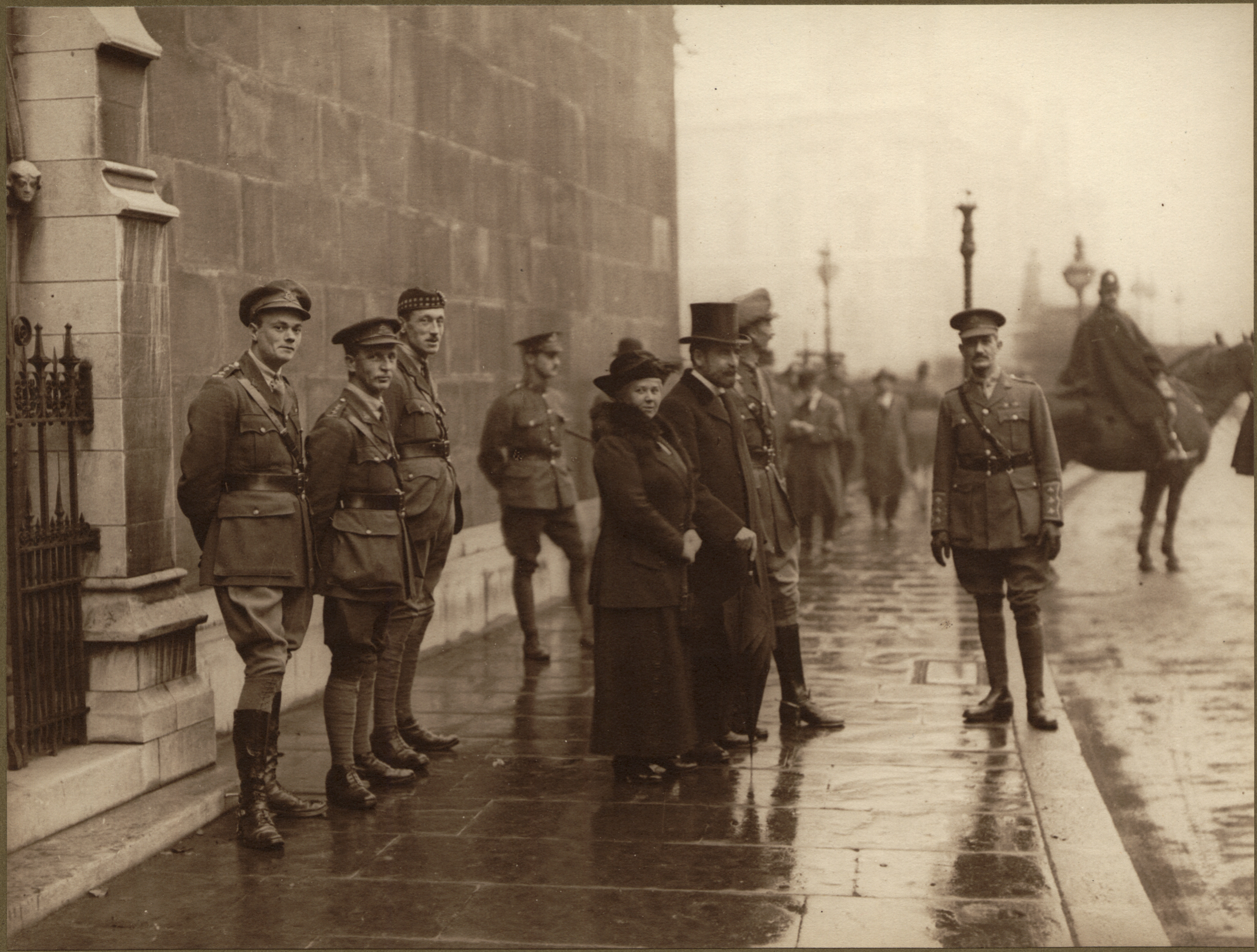
Sir George Perley und seine Ehefrau, Annie Hespeler Bowlby (1918)

Am 10. Oktober 1911 wurde George Perley als Minister ohne Geschäftsbereich in das neunte kanadische Kabinett Premierminister Robert Borden berufen und bekleidete dieses Amt bis zum 30. Oktober 1916. Am 4. August 1914 löste er des Weiteren Donald Smith, 1. Baron Strathcona and Mount Royal als Hochkommissar im Vereinigten Königreich ab und verblieb auf diesem diplomatischen Posten bis zum 9. Februar 1922, woraufhin Peter Charles Larkin seine Nachfolge antrat. Für seine Verdienste wurde er am 19. August 1876 als Knight Commander des Order of St Michael and St George (KCMG) nobilitiert, wodurch er fortan das Prädikat „Sir“ führte. Neben seiner Tätigkeit als Hochkommissar fungierte er im neunten Kabinett zwischen dem 31. Oktober 1916 und dem 12. Oktober 1917 zudem als Minister für die Truppen in Übersee und war damit zuständiger Kabinettsminister für die Canadian Expeditionary Force.
Sir George Halsey Perley wurde im Wahlkreis „Argenteuil“ bei der Unterhauswahl am 29. Oktober 1925 mit 3921 Stimmen erneut zum Mitglied des Unterhauses gewählt und bei den folgenden Wahlen am 14. September 1926 mit 4094 Stimmen, am 28. Juli 1930 mit 4709 Stimmen sowie am 14. Oktober 1935 mit 4467 Stimmen in diesem Wahlkreis wiedergewählt. Während seiner neuerlichen Mitgliedschaft im Unterhaus war er unter anderem Mitglied der Ständigen Ausschüsse für Debatten, für industrielle und internationale Beziehungen, für Landwirtschaft und Kolonisierung und des Ständigen Gemeinsamen Ausschusses für die Bibliothek des Parlaments.
Im 13. Kabinett von Premierminister Arthur Meighen übernahm er zwischen dem 29. Juni 1926 und dem 25. September 1926 das Amt als Staatssekretär für Kanada und war zugleich von Amts wegen Generalkanzler Chef der Regierungskanzlei Kanadas. Des Weiteren fungierte er vom 29. Juni bis zu seiner Ablösung durch Edmond Baird Ryckman am 12. Juli 1926 auch noch als kommissarischer Minister für öffentliche Arbeiten. Zuletzt war er im 15. kanadischen Kabinett unter Premierminister Richard Bedford Bennett vom 7. August 1930 bis zum 23. Oktober 1935 noch einmal Minister ohne Geschäftsbereich. Für seine Verdienste wurde er am 2. Januar 1933 des Weiteren auch zum Knight Grand Cross des Order of St Michael and St George (GCMG) erhoben. Er war bis zu seinem Tode am 4. Januar 1938 Mitglied des Unterhauses und gehörte damit dem Parlament von Kanada mehr als 25 Jahre lang an.